# Turntablerocker
Turntablerocker – niemiecki duet DJ-ów i producentów muzyki klubowej, składający się z Michaela "Michi" Becka z rapowego zespołu Die Fantastischen Vier oraz Thomasa "Thomilla" Burchii. Byli jednymi z pierwszych DJ-ów i producentów, którzy ustanowili hip-hop jako muzykę imprezową w niemieckiej kulturze klubowej. Ich styl łączy elementy elektronicznej muzyki tanecznej z turntablizmem. 
Na początku wspólnej kariery najchętniej grali hip-hopowe sety ale z czasem ich styl ewaluował nie łącząc się trwale do żadnego konkretnego gatunku. Jest to niekonwencjonalna mieszanka electro, house, breakbeatu, hip-hopu, funku i soul. Sam nazywają swój styl Electronic Wildstyle. Grali na znanych festiwalach jak Mayday (również w Polsce), Nature One, Sensation. 

## Historia

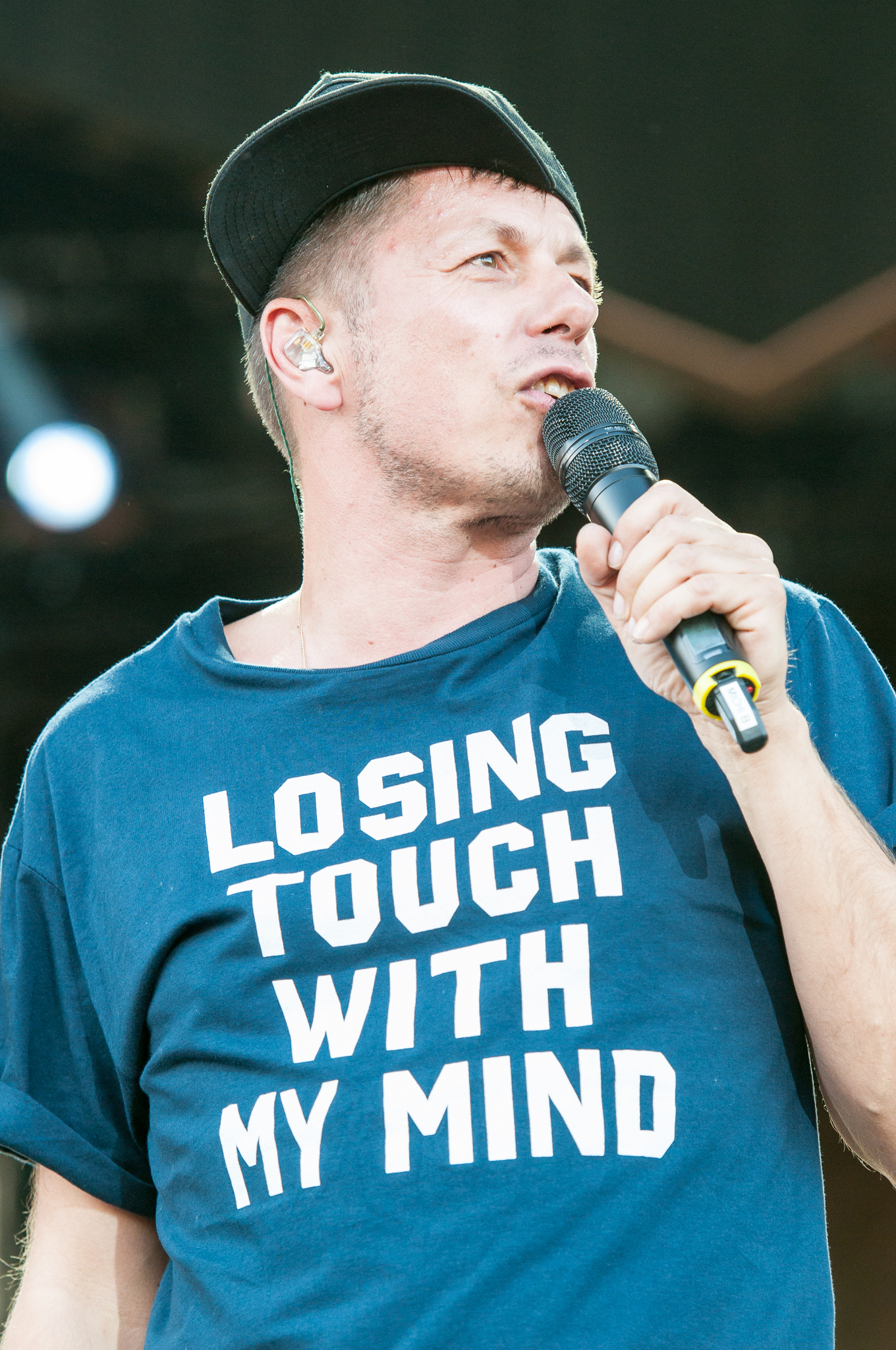
Michi Beck

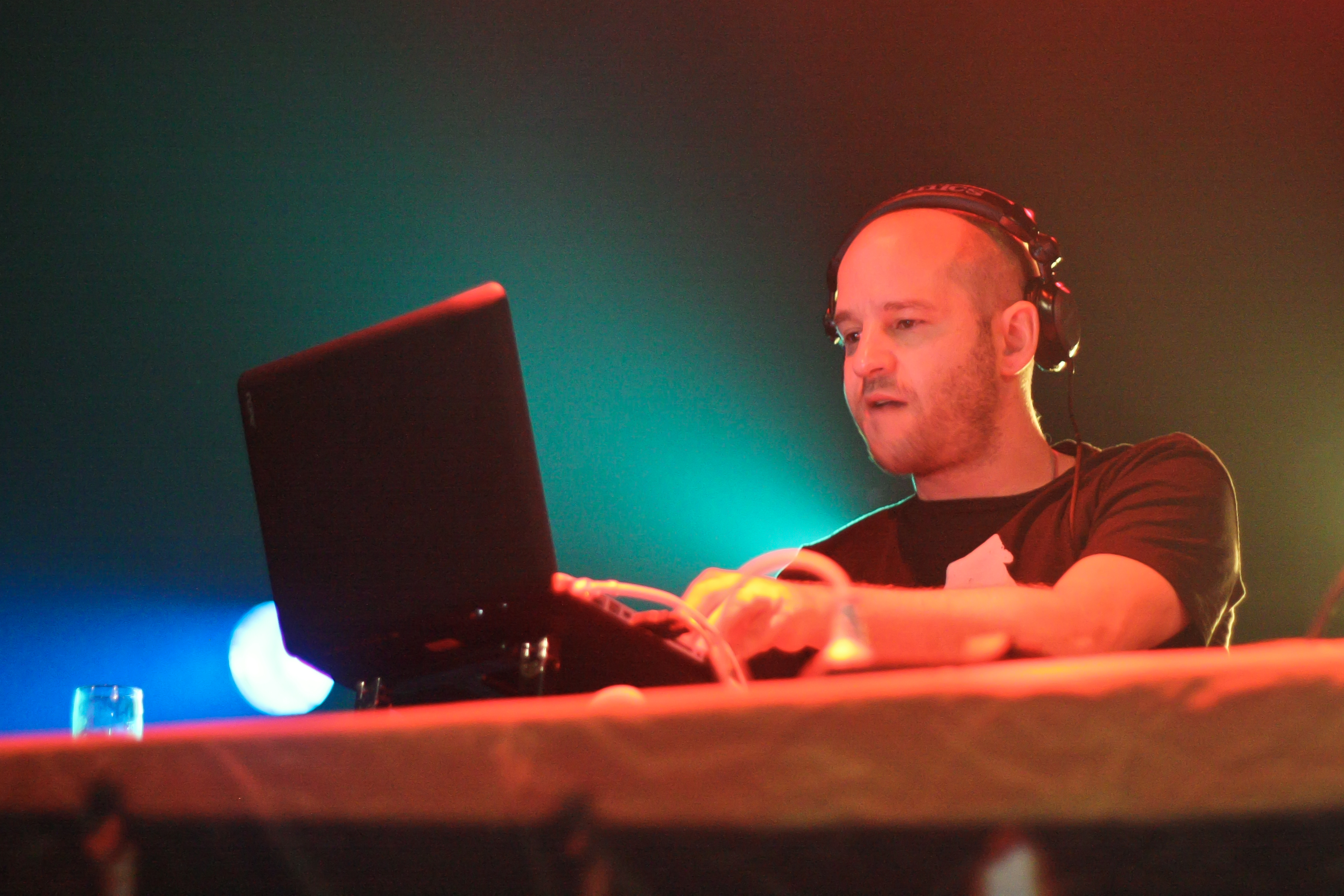
Thomilla

Muzycy, którzy pochodzą ze Stuttgartu, po raz pierwszy spotkali się w 1994 roku w sklepie muzycznym, w którym pracował Thomilla. W tym czasie zespół Michiego — Die Fantastischen Vier — miał już ugruntowaną pozycje w niemieckim hip-hopie, zaś Thomilla miał wyrobioną markę jako producent niemieckich wokalistów oraz jako DJ zespołu Die Krähen. Nierzadko zdarzało się, że Michi Beck puszczał Thomilli nowe piosenki i zasięgał jego opinii przy zakupie płyt.  Dzięki częstym spotkaniom w sklepie i artystycznej wymianie pomysłów, obaj szybko zdali sobie sprawę, że mają podobne preferencje muzyczne. Na zaproszenie Thomilli, Michi Beck wkrótce dołączył do zespołu DJ-ów w Red Dog w Stuttgarcie, gdzie grali razem przez kilka środowych wieczorów, aż do zamknięcia klubu w 1997 roku. Dało to impuls do dalszej współpracy.
Dopiero dzięki wspólnej pracy studyjnej w 1996 i 1997 roku skrystalizowała się decyzja, aby w przyszłości występować razem jako zespół DJ-ski. W tym czasie powstał solowy album Michiego Becka Hausmarke - Weltweit, którego producentem był Thomilla. Jeden z wydanych wówczas singli, Turntablerocker - Beweg Dein Popo, ostatecznie dostarczył pomysłu na nazwę duetu DJ-skiego. W 1998 roku odbyła się trasa koncertowa i liczne występy DJ-skie pod nazwą Turntablerocker. Duet był szczególnie ambitny, w pracy nad własnym stylem klubowego groove który skupiał się na uptempo i łączył wpływy hip hopu, soulu i R&B ze Wschodniego Wybrzeża. Z tą koncepcją dźwiękową, którą nazwali Swingbeat, a później Boogie, próbowali rozwinąć własną koncepcję muzyki tanecznej.  Swoje swingujące brzmienie przeciwstawili muzyce klubowej lat 90., w której dominował house i techno.

Na wydanym w 2001 roku  albumie Classic większość utworów jest instrumentalna i inspirowana funkiem, disco, housem i hip-hopem. Obaj muzycy opisali swoją płytę jako hip-hopowe boogie pomiędzy hip-hopem a housem.  krytycy dopatrywali się stylistycznych paraleli do parkietowych hitów z końca lat osiemdziesiątych czy do Fatboy Slima. Album zawędrował do 17 miejsca na niemieckiej liście Top 100 albumów i pozostał tam przez osiem tygodni. Duet został zauważony na całym świecie i został wydany w Japonii, Kanadzie, Meksyku, Europie i Australii. 

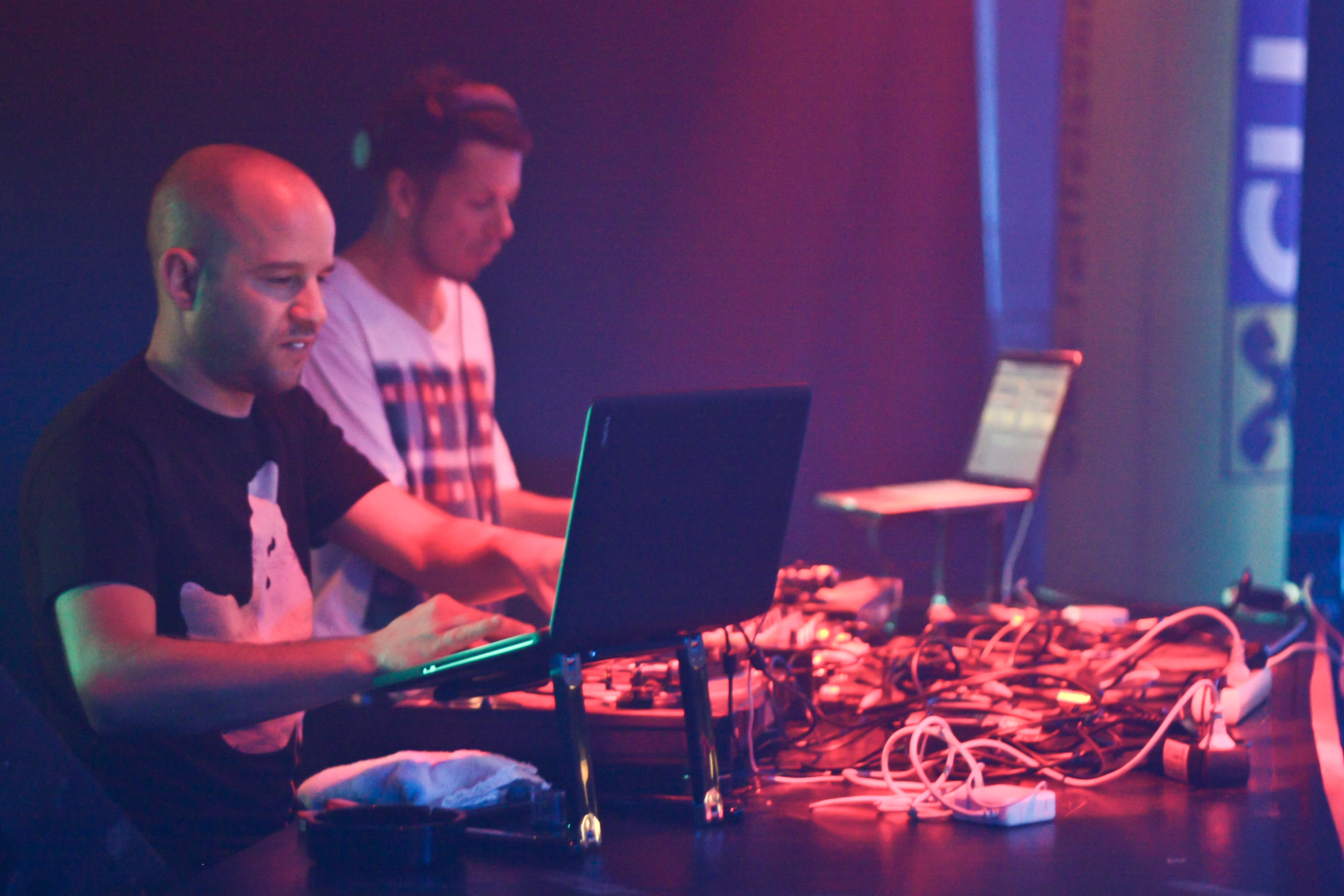
Turntablerocker (2010)

W 2002 roku ukazał się sequel Smile. W przeciwieństwie do Classic, duet zrezygnował z produkcji opartej na samplach i w coraz większym stopniu opierał się na zróżnicowanych aranżacjach ze zmiennym wykorzystaniem wokalu i zrozumiałą strukturą utworu. W porównaniu z debiutanckim albumem, większość utworów była znacznie szybsza, zabarwiona elektronicznie i sprawiła, że płyta jako całość była niezwykle imprezowa. 
Rozpoznawalność zespołowi zapewniły także teledyski Zorana Bihacia do singli No Melody, A Little Funk, Time For Music i Love Supreme.
Oprócz kolejnych singli i występów DJ-skich zespół skupił się produkcji remiksów dla innych artystów, takich jak Fantastyczna Czwórka, Bob Sinclar, Gwen Stefani i Tiefschwarz. Na potrzeby filmu Jerry Cotton z 2010 roku duet stworzył remiks tytułowej piosenki "Run Baby Run", którą zaśpiewała Oceana. W 2012 wydali kolejny album "einszwei".

## Dyskografia

### Albumy
- Classic (2001)
- Smile (2002)
- einszwei (2012)

### Single
- A Little Funk (2000, z albumu Classic)
- No Melody (2001, z albumu Classic)
- Time For Music (2002, z albumu Smile)
- Love Supreme (2002, z albumu Smile)
- Rings (2003, z albumu Smile)
- I Heard You Were Dead (2005 / 12")
- Compost Black Label #35 (2008 / 12")
- Von vorn (2012, z albumu einszwei)
- Alles auf die 303 (2012 / 12")
- Grow Up EP (2012 / 12", Jeudi Records)